# Creochiton
Creochiton é um género botânico pertencente à família Melastomataceae.

## Espécies
- Creochiton rosea Merr.	Publ. Bur. Sci. Gov. Lab. 29: 32 1905
- Creochiton superba Naudin	Ann. Sci. Nat., Bot., sér. 3. 18(2): 153-154 1852

1. ↑  «Creochiton — World Flora Online». www.worldfloraonline.org. Consultado em 19 de agosto de 2020